# Canal de Mozambique
El canal de Mozambique es una zona del océano Índico entre la isla de Madagascar y una fracción del litoral de África Oriental, situada en su totalidad en Mozambique. El canal tiene unos 1700 km de largo y 419 km de ancho en su punto más estrecho, y alcanza una profundidad de 3292 m a unos 230 km de la costa de Mozambique. Una corriente cálida, la Corriente de Mozambique, fluye en dirección sur en el canal, desembocando en la Corriente de las Agujas frente a la costa oriental de África meridional.
Fue un punto de choque durante la Segunda Guerra Mundial, celebrándose en sus aguas la batalla de Madagascar.

## Geografía
El canal de Mozambique tiene la particularidad de ser un espacio marítimo incorporado a un océano, y no un mar fronterizo diferenciado. Si bien tiene sus propios límites, constituye una división del océano Índico sin ser un mar fronterizo como el golfo de Bengala, por ejemplo.
La longitud del canal de Mozambique alcanza unos 1700 km y tiene cerca de 460 km de ancho en su punto más angosto entre Angoche (Mozambique) y Tambohorano (Madagascar). El canal alcanza una profundidad de 3.292 m alrededor de los 230 kilómetros al interior desde la línea litoral de Mozambique. Una corriente cálida fluye a lo largo del canal en dirección sur para luego internarse en la corriente Agulhas, aguas afuera de la costa occidental de Sudáfrica.

## Islas en el canal

### Comoras
- Gran Comora
- Mohéli
- Anjouan

### Francia
- Mayotte
- Islas Gloriosas
- Isla Juan de Nova
- Isla Europa
- Bassas da India

## Mozambique
- Archipiélago de las Primeras y Segundas

## Madagascar
- Nosy Be, Isla Komba, Nosy Mitsio, Nosy Sakatia, Nosy Hara y Nosy Tanikely.

## Delimitación de la IHO
La máxima autoridad internacional en materia de delimitación de mares a efectos de navegación marítima, la Organización Hidrográfica Internacional («International Hydrographic Organization, IHO), considera el canal de Mozambique como un mar. En su publicación de referencia mundial, «Limits of oceans and seas» (Límites de océanos y mares, 3ª edición de 1953), le asigna el número de identificación 45 (a) —correspondiente a uno de los mares del archipiélago del océano Índico— y lo define de la forma siguiente:

En el norte.
Una línea del estuario del río Rovuma (10°28'S 40°26'E) hasta Ras Habu, la punta norte de la isla Gran Comora, la isla Norte de las islas Comoros, a cabo de Ambre (ámbar) el extremo norte de Madagascar (11°57'S 49°17'E).
En el este.
La costa occidental de Madagascar.
En el sur.
Una línea desde cabo Sainte-Marie, el extremo sur de Madagascar, hasta Ponto do Ouro, en la parte continental (26°53'S 32°56'E).
En el oeste.
La parte continental de Sudáfrica.
Limits of oceans and seas, pág. 22.

## Historia

### Segunda Guerra Mundial

#### Incidente del Graf Spee
El 15 de noviembre de 1939, bajo el mando del capitán Patrick (Paddy) Dove, el petrolero costero británico Africa Shell navegaba por el canal de Mozambique en su travesía de Quelimane a Lourenco Marques en lastre. En el transcurso de la mañana, en un punto situado a 10 millas náuticas (19 km; 12 mi) al sursudoeste del faro del Cabo Zavora, fue avistado por el acorazado de bolsillo alemán Admiral Graf Spee, al mando del capitán Hans Langsdorff, que estaba embarcado en una salida de asalto comercial. El Graf Spee ordenó al Africa Shell que se detuviera disparando un tiro a su proa.
Una vez detenido el Africa Shell, un cúter con un grupo de abordaje fue enviado desde el Graf Spee y posteriormente abordó el petrolero, el oficial a cargo se dirigió al Capitán Dove en perfecto inglés con la frase: "Buenos días, capitán. Lo siento; suerte de la guerra".
En su momento, el grupo de abordaje ordenó a la compañía del barco, salvo al capitán del Africa Shell, que se metiera en sus botes salvavidas antes de despojar al Africa Shell de todos los alimentos, incluida una pequeña cantidad de vino. La tripulación recibió la orden de remar hacia la orilla, pero el capitán Dove fue hecho prisionero a bordo del Graf Spee, donde sería retenido. El capitán Dove estaba indignado por la interceptación de su barco, y se quejó personalmente al capitán Langsdorff, citando que el Africa Shell estaba dentro de las aguas territoriales portuguesas y que la acción era una clara violación del derecho internacional.
Con la tripulación del Africa Shell dirigiéndose a la orilla, y con el capitán Dove transferido al Graf Spee, el grupo de abordaje procedió a realizar la operación de hundimiento del petrolero. Se colocaron las cargas de hundimiento dentro del buque y se ajustaron los temporizadores, tras lo cual el grupo volvió a embarcar en la lancha y se dirigió de nuevo al Graf Spee. Con todo el personal a salvo a bordo del Graf Spee, Langsdorff y su tripulación observaron la detonación de las cargas que hicieron dos agujeros en la popa del Africa Shell. A continuación el Graf Spee abrió fuego utilizando parte de su armamento secundario de cañones SK C/28 de 15 cm (5,9 pulgadas), hundiendo al Africa Shell.

#### Batalla de Madagascar
El Canal de Mozambique fue un punto de choque en la Segunda Guerra Mundial durante la Batalla de Madagascar.

## Ecología
El Canal de Mozambique contiene extensos hábitats típicos de los mares tropicales poco profundos, como arrecifes de coral, manglares y praderas marinas, así como una zona pelágica dinámica.  La parte septentrional del canal destaca por la extensión y diversidad de estos hábitats. El NMC ha destacado en anteriores análisis ecoregionales, como un área transfronteriza crítica por, en el enfoque de ecorregión marina liderado por WWF como EBSA  y en relación con el Patrimonio Mundial marino.
Estudios recientes muestran un pico en la diversidad de taxones de arrecife, incluidos los corales duros , los estomatópodos, y peces y foraminíferos costeros, en la parte septentrional del Canal de Mozambique. 
sólo igualados por los niveles de diversidad del mar de Andamán, cuya comunidad coralina forma parte biogeográficamente de la región del Triángulo de Coral.  La alta biodiversidad del NMC puede ser el resultado de los altos niveles de conectividad, la retención de spe-
cias y una historia evolutiva que conserva especies relictas únicas del Mar de Tethys de unos 25-40 millones de años. 
En consecuencia, el NMC puede ser el segundo pico de biodiversidad marina somera del mundo, después del Triángulo de Coral.
El sector norte del canal de Mozambique comprende la zona marina y costera situada entre el norte de Madagascar y Mozambique, el sur de Tanzania, una pequeña parte de las Seychelles y el archipiélago de las Comoras en el centro. Sin embargo, los ecosistemas de la región están en declive por los impactos combinados del uso local y las amenazas globales, incluidas las crecientes presiones del desarrollo de infraestructuras costeras, las industrias extractivas (en particular, el gas natural y el petróleo descubiertos recientemente), el crecimiento demográfico y el cambio climático.
El sector norte del canal de Mozambique es uno de los centros de biodiversidad marina más importantes del planeta. Con más de 400 especies de corales duros, sólo es superado por el Triángulo de Coral en biodiversidad marina y presenta niveles de endemismo especialmente altos. La región es también una importante zona de cría y alimentación de especies marinas y migratorias emblemáticas, como el atún. Proporciona hábitats críticos para muchas especies y recursos marinos, que son vulnerables a la sobreexplotación y al futuro cambio climático. La región es importante para la pesca, con extensas pesquerías artesanales y de pequeña escala que mantienen a las personas a lo largo de sus costas para obtener ingresos y seguridad alimentaria. También se cree que esta región es una reserva clave de petróleo y gas.

## Petróleo y gas
La exploración de petróleo y gas comenzó en la década de 1950, y ahora prácticamente toda la costa del Canal de Mozambique (NMC) se ha dividido en bloques de exploración. Un total de 58.900 km2 se encuentran bajo contratos de petróleo y gas, alrededor del 8,5% de la superficie total. La mayoría de los descubrimientos de gas natural se encuentran frente a las costas del norte de Mozambique (provincia de Cabo Delgado) y el sur de Tanzania (región de Mtwara), pero se están realizando más exploraciones frente a las costas de Madagascar, las Comoras y en territorios franceses.  La extracción de gas en Songo Songo y Mtwara, en Tanzania, comenzó en la década de 1990, pero desde 2010, los recursos de Cabo Delgado han sido lo suficientemente importantes como para respaldar una inversión de extracción y procesamiento. Los actuales descubrimientos combinados de gas de las cuencas de Rovuma y Mafia (150 tcf), de los cuales dos tercios se encuentran en Mozambique, ocupan el tercer lugar en África (provincia "East Africa deepwater", ) y rivalizan con las reservas de 215 tcf de los Emiratos Árabes Unidos.
El Servicio Geológico de Estados Unidos (USGS)  ha identificado cuatro provincias geológicas en la región WIO (tres de las cuales lindan con el NMC) de recursos de petróleo y gas convencionales no descubiertos y técnicamente recuperables. El volumen medio estimado de estas reservas es de 27.632 millones de barriles de petróleo (mmbo), 441.051 billones de pies cúbicos de gas (bcfg) y 13.772 millones de barriles de gas natural líquido (mmbngl). Además, existe la posibilidad de encontrar mucho más gas (y petróleo) en las provincias de la WIO que cubren África continental, el oeste de Madagascar y la meseta de las Seychelles. Para extraer y procesar estas reservas de gas, se proponen algunas de las mayores plantas de procesamiento de GNL del mundo, con instalaciones tanto flotantes como en tierra que se están considerando en Palma, en Cabo Delgado (Mozambique). Las previsiones iniciales eran empezar a vender GNL en 2018, con plena capacidad operativa en 2030-32, pero estos plazos se han retrasado como consecuencia del descenso de los precios del petróleo. Mientras tanto, en el sur de Tanzania ya hay cuatro plantas de procesamiento de gas operativas.
Tanzania y el sur de Mozambique se han beneficiado del uso de las reservas nacionales de gas durante los últimos 12 años. El desarrollo de los grandes yacimientos de gas marinos de la cuenca de Rovuma podría ser significativo para las economías y el desarrollo de la región. Esto sitúa a la zona del Canal de Mozambique en el umbral de un periodo de "bonanza" impulsado por los recursos, que requerirá preparativos exhaustivos para garantizar tanto unos beneficios económicos sostenibles como la protección del medio ambiente.
La extracción de minerales del fondo marino del Canal de Mozambique no ha recibido inversiones ni exploraciones significativas.
El solapamiento de las concesiones de minerales con el NMC es actualmente muy bajo, con solo 22 km2 bajo licencia minera, muy por debajo del 1% de la superficie marina. La naturaleza geológica pasiva de las costas y los fondos marinos puede contribuir a la falta de minerales explotables en el lecho marino.
Es probable que se amplíe la superposición de bloques de exploración de petróleo y gas y minería con áreas protegidas, corredores de migración de vida silvestre, áreas demarcadas para el desarrollo del turismo y áreas que sustentan la cría y los criaderos de peces y langostinos. 
Entre las recomendaciones para limitar los riesgos se incluye el refuerzo de los procesos de Evaluación de Impacto Ambiental y Evaluación Ambiental Estratégica de los países. Otras recomendaciones para un acuerdo regional incluyen restricciones estacionales en los estudios sísmicos, dado su impacto en los cetáceos, tortugas, invertebrados y otras formas de vida marina, la adopción del principio de "quien contamina paga", el establecimiento de niveles permitidos de contaminantes en el agua producida vertida, y 
aplicación y control de la gestión del agua de lastre. Ante la alta probabilidad de que se produzcan nuevos descubrimientos de petróleo, los países ribereños del NMC se beneficiarían además de un plan regional de contingencia ante vertidos de petróleo (OSCP), precursor del cual es la elaboración de un atlas de sensibilidad costera.

## Presencia francesa en el Canal de Mozambique
Francia está presente a través de Mayotte y las Islas Dispersas, y mantiene una presencia militar a través de Reunión, con efectivos navales que patrullan con bastante regularidad. Estos islotes constituyen zonas económicas exclusivas (ZEE), ricas en recursos pesqueros y, potencialmente, en hidrocarburos. Para Francia, el verdadero desafío es preservar su soberanía sobre Mayotte, frente a las Comoras, y especialmente sobre las Islas Dispersas, ante las amenazas malgaches. Los malgaches impugnan legalmente la presencia francesa, considerando que estos islotes eran dependencias de Madagascar y que, una vez lograda la independencia, deberían haber revertido a Madagascar, no a Francia.